# نافيد محمد زاده
نافيد محمد زاده هو ممثل إيراني ولد في 6 أبريل 1986.

## الأعمال

### أفلام
| السنة | العنوان | الدور       |
| ----- | ------- | ----------- |
| 2022  | تفريق   | جلال و محسن |

## روابط خارجية
- نافيد محمد زاده على موقع IMDb (الإنجليزية)
- نافيد محمد زاده على موقع روتن توميتوز (الإنجليزية)
- نافيد محمد زاده على موقع قاعدة بيانات الفيلم (الإنجليزية)